# Route nationale 76
Die Route nationale 76, kurz N 76 oder RN 76, war eine französische Nationalstraße.

## Geschichte
Die Straße verlief von 1824 bis 1973 zwischen Tours und der N7 südlich von Nevers. Sie geht zurück auf die Route impériale 94. Bis 1831 verlief sie zwischen Tours und Selles-sur-Cher links der Cher. Dann erfolgte der Seitenwechsel in Blére. Die Länge der N76 betrug dann 213,5 Kilometer. 1973 wurde sie zwischen Bourges und der N7 abgestuft und 1978 bekam sie eine neue Führung nach Saint-Pierre-le-Moûtier:
- N 76 Tours - Bourges
- N 153 Bourges - Kreuzung bei Annoix
- N 719 Kreuzung bei Annoix - Sancoins
- N 151BIS Sancoins - Saint-Pierre-le-Moûtier

Ende der 1970er/Anfang der 1980er Jahre erfolgte zwischen Bléré und L’Aubrière die Verlegung der N 76 auf die linke Seite der Cher. Dort wird die Straße heute als Départementsstraße 976 bezeichnet.